# Circocephalus indica
Circocephalus indica is een rechtvleugelig insect uit de familie veldsprinkhanen (Acrididae). De wetenschappelijke naam van deze soort is voor het eerst geldig gepubliceerd in 1982 door Bhowmik & Halder.
1. ↑  (en) Circocephalus indica op de IUCN Red List of Threatened Species.